# Zara (Sängerin)

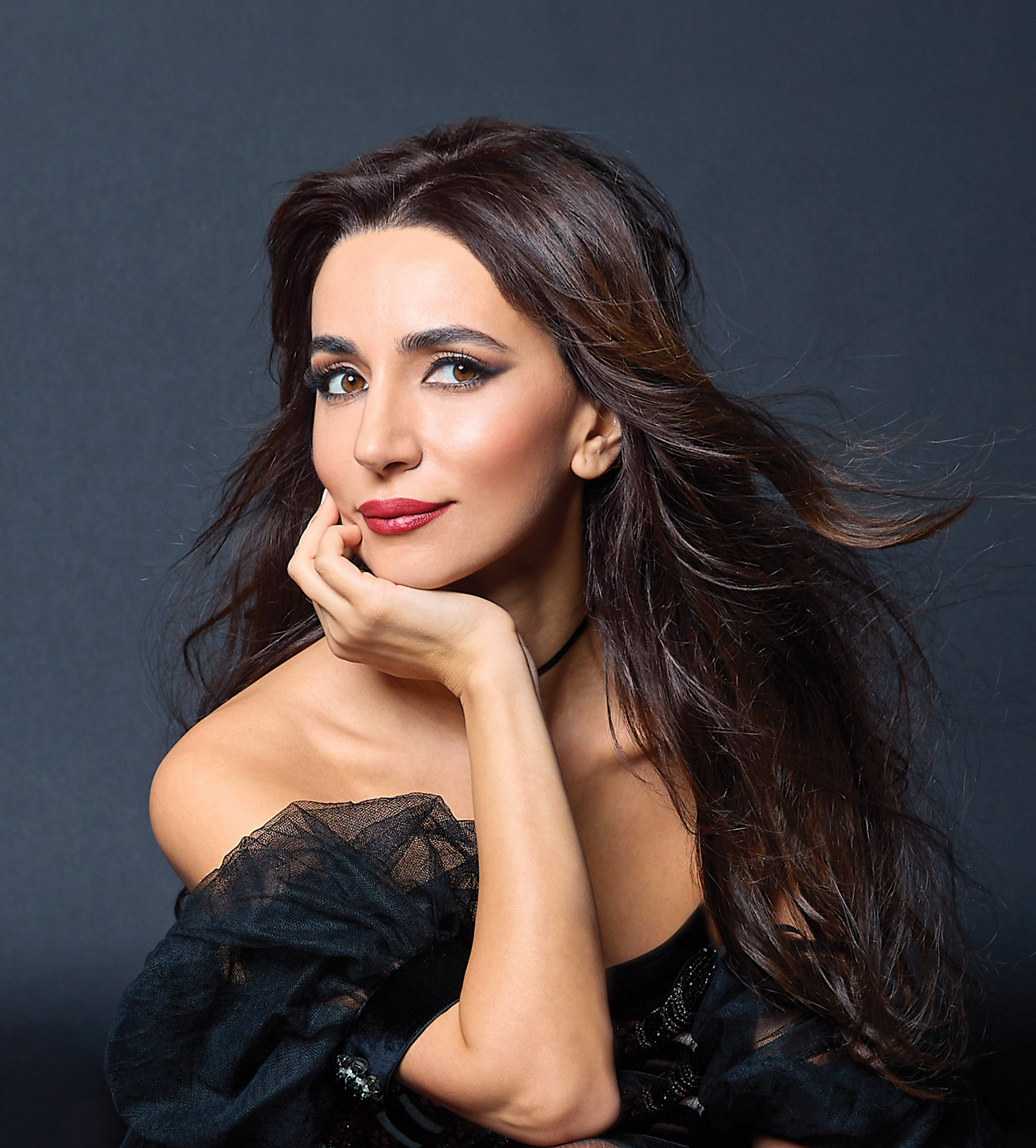
Zara (2017)

Zara (russisch Зара Sara; eigentlich Зарифа Пашаевна Мгоян Sarifa Paschajewna Mgojan; * 26. Juli 1983 in Leningrad, RSFSR) ist eine russische Popsängerin und Schauspielerin.

## Werdegang
Zara wurde in eine jesidisch-kurdische Familie geboren, die aus Leninakan (heute in Armenien) stammt. Der Vater, Pascha Binbaschijewitsch Mgojan, ist Kandidat der physikalisch-mathematischen Wissenschaften, er ist im Bereich des Maschinenbaus tätig. Die Mutter, Nadi Dshamalowna Mgojan, ist Hausfrau. Zara hat eine ältere Schwester, Liana, und einen jüngeren Bruder, Roman. Sie erzieht zwei Söhne: Daniil und Maxim.
Zara besuchte die Mittelschule Nr. 2 in der Stadt Otradnoje (Leningrad). Im Jahre 2000 absolvierte sie das Gymnasium Nr. 56 in Sankt Petersburg mit einer Silbermedaille. Neben der allgemeinbildenden Mittelschule absolvierte sie die Klavierklasse in der Kindermusikschule mit Auszeichnung.
1995 lernte Zara den Musiker und Komponisten Oleg Kwascha kennen, 1996 nahm sie mit ihm die Lieder Сердце Джульетты (Julias Herz), Именно сегодня, именно сейчас… („Gerade heute, gerade jetzt …“) und Колыбельная („Wiegenlied“) auf, die in die Listen der Radiosender aufgenommen wurden und der Sängerin eine erste Berühmtheit brachten.
1997 wurde Zara mit dem Lied Julias Herz zur Finalistin des Fernsehwettbewerbs „Утренняя звезда“ („Morgenstern“) (Moskau) und erhielt den Grand-Prix des Internationalen Festivals „Пусть смеются дети“ („Mögen die Kinder lachen“) (Kairo und Port Said, Ägypten). 1998 wurde die Sängerin zur Trägerin des Grand Prix des Wettbewerbs „Надежды Сибири“ („Sibiriens Hoffnungen“) (Omsk), des offenen Wettbewerbs für Sänger von neuen Kinderliedern „День рождения“ („Geburtstag“) und des Internationalen Fernsehwettbewerbs „Шлягер года“ („Schlager des Jahres“) (beide in Sankt Petersburg). Zwei Jahre nacheinander erhielt Zara den ersten Preis und den Grand Prix beim Wettbewerb „Надежды Европы“ („Europas Hoffnungen“) (Sotschi); 1999 wurde sie in Sotschi mit dem Publikumspreis beim Festival „Голоса-1999“ („Stimmen 1999“) ausgezeichnet.
2004 absolvierte sie die Akademie für Theaterkunst Sankt Petersburg. Während des Studiums spielte Zara bei den Aufführungen Голоса ушедшего века („Stimmen des vergangenen Jahrhunderts“), Идиот („Idiot“) und Небесные ласточки („Himmlische Schwalben“) auf der Bühne des Studientheaters in der Mochowaja-Straße mit.
2006 wurde Zara zur Finalistin der Fernsehshow „Фабрика звёзд-6“ („Starfabrik 6“) auf dem Perwy kanal (Produzent Viktor Drobysch), 2009 kam sie ins Finale des Projekts „Две звезды“ („Zwei Stars“), wo sie im Duett mit dem Verdienten Künstler der Russischen Föderation Dmitrij Pewzow den zweiten Platz belegte. In 2010 nahm Zara mit dem Eiskunstlauf-Olympiasieger Anton Sicharulidse zusammen an der Eisshow „Лед и пламень“ („Eis und Flamme“) (Perwy kanal) teil.
Im März 2011 nahm Zara am Projekt „Фабрика звёзд. Возвращение“ („Starfabrik. Rückkehr“) teil. Seit Anfang 2015 ist Zara ständiges Mitglied des gesamtrussischen Fernsehwettbewerbs für Sänger „Новая звезда“ („Neuer Stern“), der auf dem Fernsehkanal Zvezda mit Unterstützung des Verteidigungsministeriums der Russischen Föderation durchgeführt wird.
Die Sängerin hat neun Studioalben veröffentlicht und mehrere nationale Musikpreise „Золотой граммофон“ („Goldenes Grammophon“) und Diplome des russischen Fernsehfestivals „Песня года“ („Lied des Jahres“) errungen. Als Schauspielerin ist Zara u. a. durch ihre Rollen in den Fernsehserien Улицы разбитых фонарей („Straßen der zerbrochenen Laternen“) (2001), Спецназ по-русски 2 („Russisches Sondereinsatzkommando 2“) (2004), Faworskij (2005), und den Filmen Пушкин. Последняя дуэль („Puschkin. Letztes Duell“) (2006), Белый песок („Weißer Sand“) (2011) bekannt.
Am 24. November 2016 fand im Staatlichen Kremlpalast ein erfolgreiches Solokonzert von Zara anlässlich des 20-jährigen Jubiläums ihrer schöpferischen Tätigkeit statt. Das Jubiläumskonzertprogramm der Sängerin umfasste populäre Werke aus verschiedenen Musikgenres wie Lieder der Kriegsjahre, klassische Gesangsstücke, Volkslieder, weltweite und russische Pop-Hits, ethnische Musikstücke usw. In der Show traten Nikolai Baskow, Stas Michailow, Dmitrij Pewzow, Viktor Drobysch und der italienische Tenor Andrea Bocelli auf, mit letzterem sang Zara im Duett La Grande Storia. Zum Konzert der Sängerin wurde ein neues Album Миллиметры („Millimeter“) herausgegeben.

### Kulturelle und öffentliche Tätigkeit
Alljährlich nimmt Zara am Internationalen Festival der Künste „Славянский базар“ („Slawischer Basar“) in Witebsk teil. Im Jahr 2014 wurde sie mit dem Preis der Russisch-Belarussischen Union „Für die schöpferische Verwirklichung der Idee der Festigung der Freundschaft zwischen den Völkern von Belarus und Russland“ ausgezeichnet.
Ende Dezember 2015 gab die Sängerin ein Solokonzert am russischen Flughafen Basil al-Assad in Latakia (Syrien), um die russischen Militärangehörigen, die gegen den in Russland verbotenen Islamischen Staat kämpfen, zu unterstützen und den Kampfgeist der Fliegergruppe der russischen Luftstreitkräfte zu stärken. Am 28. Februar 2016 besuchte sie Syrien nochmals und gab ein weiteres Solokonzert für die russischen Militärangehörigen am Luftstützpunkt Hmeimim. Am 25. März 2016 erhielt Zara die Medaille „Teilnehmer der Kriegsoperation in Syrien“ für die Unterstützung bei der Erfüllung einer Mission, die den Streitkräften der Russischen Föderation während der Kriegsoperationen in Syrien auferlegt wurde.
Am 5. Dezember 2016 verlieh die Organisation der Vereinten Nationen für Bildung, Wissenschaft und Kultur der Sängerin den Ehrentitel „UNESCO-Künstlerin für den Frieden“ für die Erhaltung der Werte und Ideen der Organisation und die Herausbildung und Festigung der Idee des Friedens und der Völkerverständigung. Die Verleihungszeremonie fand im UNO-Hauptquartier in Paris statt.
2023 sang sie zusammen mit Tino Eisbrenner auf dem russischen Musikfestival „Der Weg nach Jalta“ das Kriegslied Schurawli (deutsch: Kraniche).

### Wohltätigkeit
Zara ist Mitglied des Kuratoriums des Wohlfahrtsfonds „Шаг навстречу“ („Ein Schritt entgegen“) (Sankt Petersburg), der Bürger (Kinder und Erwachsene) in schwierigen Lebenssituationen sowie Kinder mit Tumorerkrankungen und Infantiler Zerebralparese unterstützt.
Zara ist Teilnehmerin von verschiedenen Wohltätigkeitsprojekten, die vom Wohlfahrtsfonds für die Unterstützung von blinden und sehschwachen Kindern „По зову сердца“ („Nach dem Ruf des Herzens“) (Stifterin: Popsängerin und Persönlichkeit des öffentlichen Lebens Diana Gurzkaia) umgesetzt werden. Seit 2010 tritt die Sängerin beim alljährlichen Internationalen Wohlfahrtsfestival „Белая трость“ („Weißer Stock“) auf, das zur Unterstützung von Kindern und Erwachsenen mit Sehbehinderung bestimmt ist.
Am 22. Januar 2017 war Zara Sondergast der Zeremonie zur Ehrung der Sieger des Х. Festivals für angewandte Kreativität für Kinder mit eingeschränkten Möglichkeiten „Мы вместе“ („Wir sind zusammen“). Die Veranstaltung wurde vom Departement für Kultur der Stadt Moskau und dem Fonds für Entwicklung  von sozialen Kulturinitiativen „Кинематографист“ („Filmkünstler“) organisiert. Die Künstlerin eröffnete den Festakt mit dem Lied Вера („Glaube“), hielt eine Rede und nahm auch an Bildungsworkshops teil.

## Diskografie

### Alben
- 1999: Сердце Джульетты
- 2000: Зара
- 2002: Там, где течёт река
- 2004: Не оставляй меня одну
- 2007: Я не та
- 2009: Для неё
- 2012: В тёмных глазах твоих
- 2016: #Миллиметры
- 2020: Человек влюблен
- 2023: Klama Dilê Min

### Live-Alben
- 2021: Acoustic Live (mit The ToughBeard)

### Singles (Auswahl)
- 2007: Dle Yaman (mit Dschiwan Gasparjan)
- 2008: Летим (mit Stas Mikhaylov)
- 2009: Недолюбила
- 2013: Спящая красавица (mit Stas Mikhaylov)
- 2016: Любовь На Бис! (mit Alexander Rosenbaum)
- 2021: Welatê min (mit Şivan Perwer)

## Auszeichnungen
Auszeichnungen der Russischen Föderation
- 2016 – Ehrentitel „Verdiente Schauspielerin der Russischen Föderation“ für große Verdienste in der Entwicklung der heimischen Kultur und Kunst sowie langjährige fruchtbare Tätigkeit.[7]
- 2024 – Orden der Freundschaft für ihren großen Beitrag zur russischen Kultur und Kunst und ihre langjährige erfolgreiche Tätigkeit[8]

Auszeichnungen des Innenministeriums der Russischen Föderation
- 2011 – Medaille „65-jähriges Jubiläum des Justizdienstes des Innenministerium der Russischen Föderation“.

Auszeichnungen des Verteidigungsministeriums der Russischen Föderation
- 2016 – Medaille „Teilnehmer der Kriegsoperation in Syrien“ des Verteidigungsministeriums der Russischen Föderation (Verordnung des Ministers für Verteidigung der Russischen Föderation Sergei Schoigu Nr. 69 vom 8. Februar 2016) – für die Unterstützung bei der Erfüllung einer Mission, die den Streitkräften der Russischen Föderation während der Kriegsoperationen in der Arabischen Republik Syrien auferlegt wurde.

Auszeichnungen des Föderalen Sicherheitsdienstes der Russischen Föderation
- 2009 – Preis des Föderalen Sicherheitsdienstes Russlands im Bereich der Kunst, Nominierung „Musikkunst“ (dritter Preis) für die Aufführung des Liedes Это просто война… („Das ist einfach ein Krieg …“).

Auszeichnungen der Subjekte der Russischen Föderation
- 2009 – Medaille „Für Glauben und Güte“ vom Oblast Kemerowo der Russischen Föderation für öffentliche und wohltätige Aktivität im Gebiet Kemerowo.
- 2015 – Ehrentitel „Verdiente Schauspielerin der Republik Karatschai-Tscherkessien“ für langjährige schöpferische Tätigkeit und Leistungen im Bereich der Kultur.

Öffentliche Auszeichnungen und Preise der Russischen Föderation
- 2004 – Trägerin des russischen Musikpreises „Goldenes Grammophon“ für das Lied Цвет ночи („Farbe der Nacht“).
- 2005 – Trägerin des russischen Musikpreises „Goldenes Grammophon“ für das Lied Вьюга („Schneegestöber“).
- 2007 – Trägerin des russischen Musikpreises „Goldenes Grammophon“ für das Lied Любовь-красавица („Schöne Liebe“).
- 2009 – Trägerin des russischen Musikpreises „Goldenes Grammophon“ für das Lied Для неё („Für sie“).
- 2010 – Trägerin des russischen Musikpreises „Goldenes Grammophon“ für das Lied Недолюбила („Zu wenig Liebe“).
- 2011 – Trägerin des russischen Musikpreises „Goldenes Grammophon“ für das Lied Амели („Amelie“).
- 2012 – Trägerin des russischen Musikpreises „Goldenes Grammophon“ für das Lied Любовь на бис („Liebe als Zugabe“) (im Duett mit Alexander Rosenbaum).
- 2013 – Preisträgerin des russischen Fernsehfestivals „Lied des Jahres“ für das Lied Спящая красавица („Schlafende Schönheit“) (im Duett mit Stas Michailow).
- 2014 – Preisträgerin des russischen Fernsehfestivals „Песня года“ („Lied des Jahres“) für das Lied Счастье над землёй („Glück über der Erde“).
- 2015 – Trägerin des russischen Musikpreises „Goldenes Grammophon“ (Jubiläumszeremonie) für das Lied Недолюбила („Zu wenig Liebe“).
- 2015 – Preisträgerin des russischen Fernsehfestivals „Песня года“ („Lied des Jahres“) für das Lied Этот год любви („Dieses Jahr der Liebe“).
- 2016 – Trägerin des russischen Musikpreises „Goldenes Grammophon“ für das Lied Ленинград („Leningrad“).
- 2016 – Preisträgerin des russischen Fernsehfestivals „Песня года“ („Lied des Jahres“) für das Lied Ленинград („Leningrad“).
- 2017 – Trägerin des Preises „Die stilvollsten Menschen Russlands“ nach der Version der Zeitschrift HELLO!, Nominierung „Klassik“.
- 2017 – Trägerin des VII. russischen Musikpreises des Fernsehkanals RU.TV, Nominierung „Bester im Ausland aufgenommener Videoclip“ („Видео на выезде“ (Auswärts-Video)) für den Videoclip zum Lied Миллиметры („Millimeter“), der in den Vereinigten Arabischen Emiraten und der Ukraine aufgenommen wurde.
- 2017 – Trägerin des XV. nationalen Musikpreises des Fernsehkanals MUS-TW (Jubiläumszeremonie) im Bereich der Popmusik, Spezialnominierung „Bestes internationales Duett“ für ein Duett der Sängerin mit dem italienischen Tenor Andrea Bocelli.

Internationale öffentliche Titel, Auszeichnungen und Preise
- 2014 – Trägerin des Preises des Russisch-Belarussische Union im Bereich der Literatur und Kunst „für die schöpferische Verwirklichung der Idee der Festigung der Freundschaft zwischen den Völkern von Belarus und Russland“.
- 2016 – Ehrentitel „UNESCO-Künstlerin für den Frieden“ der Organisation der Vereinten Nationen für Erziehung, Wissenschaft und Kultur „für den Erhalt der Werte und Ideen der Organisation und die Heranbildung und Festigung der Idee des Friedens und der Völkerverständigung“.